# Список ботанічних журналів
Список ботанічних журналів включає розташовані за абеткою журнали і інші періодичні видання, де публікуються ботанічні статті і монографії.

## Вибране
За результатами 25 років (1981—2006) за рівнем цитування (Імпакт-фактор, Science Citation Index) до десятки найвагоміших журналів у світі в категорії наук про рослини «Plant Sciences» входять такі видання:
1. Ann. Rev. Plant Biology[en]
2. Plant Cell[en]
3. Ann. Rev. Phytopathol.
4. CRC Cr. Rv. Plant Sci.
5. Trends in Plant Science
6. Botanical Review
7. Plant Journal
8. Crit. Rev. Plant Sci.
9. Plant Cell Biotech
10. Plant Physiology

## A
- Acanthus
- Acta botanica Academiae Scientiarum Hungaricae — з 1983 Acta botanica Hungarica (Угорщина).
- Acta botanica Austro Sinica (=中国科学院华南植物研究所集刊 ; Zhongguo Kexueyuan Hianan Zhiwu Yanjiusuo-jikan; Китай)
- Acta botanica Barcinonensia — раніше Acta phytotaxonomica Barcinonensia.
- Acta botanica Brasilica (2000—) — публікується товариством Sociedade Botanica do Brasil (Бразилія). Сайт ISSN 0102-3306
- Acta botanica Croatica (Хорватія)
- Acta botanica Cubana (Куба)
- Acta botanica Fennica
- Acta botanica Gallica (1853—; раніше Bulletin de la Société botanique de France) — публікується товариством ботаніків Франції.
- Acta botanica Hungarica (1954) — раніше до 1983 під назвою Acta botanica Academiae Scientiarum Hungaricae, видається Угорською Академією наук (Угорщина). ISSN: 0236-6495. [Архівовано 15 листопада 2013 у Wayback Machine.]
- Acta botanica Islandica (Ісландія)
- Acta botanica Malacitana
- Acta botánica Mexicana (1998—) — публікується Instituto de Ecologia (Мексика). Офіційний сайт журналу
- Acta botanica Neerlandica
- Acta botanica Sinica (Китай)
- Acta botanica Slovaca Academiae Scientiarum Slovacae
- Acta botanica Venezuelica (2001—) — публікується Fundacion Instituto Botanico de Venezuela Dr. Tobias Lasser (Венесуела).  [Архівовано 27 листопада 2015 у Wayback Machine.] ISSN: 00845906
- Acta botanica Yunnanica (1979—) — публікується Академією наук Китаю. Офіційний сайт журналу
- Acta cientifica Potosina
- Acta Palaeobotanica
- Acta phytotaxonomica geobotanica
- Acta phytotaxonomica Sinica (=植物分类学报 ; Zhiwu Fenlei Xuebao) (Китай)
- Acta Societatis Botanicorum Poloniae Інтернет-сторінка журналу [Архівовано 14 лютого 2021 у Wayback Machine.] (Польща)
- Adansonia[2]
- African Journal of Plant Pathology (2004) — Agricultural Research Institute (Єгипет)  [Архівовано 4 жовтня 2011 у Wayback Machine.]
- Albertoa — Журнал департамента ботаніки Національного музею Бразилії — ISSN 0103-4944.
- Al Biruniya — марокканський журнал фармакогнозії, етномедицини і ботаніки, публікується асоциацією Al Biruniya в Рабаті (1985—1997)
- Альгологія (англ. «Algologia», рос. «Альгология») — міжнародний науково-технічний журнал з альгології. Виходить 4 рази на рік (1 раз на три місяці) російською і англійською мовами. Засновником журналу є Інститут ботаніки імені М. Г. Холодного НАН України.
- Aliso — журнал про проблеми таксономії і еволюції рослин — журнал Ботанічного саду Rancho Santa Ana, Claremont, Каліфорнія, США.[3]
- Allertonia
- Allionia
- American Journal of Botany (1914—) — публікується HighWire Press разом з Ботанічним товариством Америки (США). Офіційний сайт журналу [Архівовано 5 лютого 2018 у Wayback Machine.]
- Annales de la Société botanique de Lyon (Франція)
- Annales Forestales (Anali za Sumarstvo), Загреб
- Annals of Botany (1887—) — публікується Oxford University Press разом з Annals of Botany Company. Офіційний сайт журналу [Архівовано 7 грудня 2016 у Wayback Machine.]
- Annals of the Missouri Botanical Garden
- Aquatic Botany — ISSN 0304-3770
- Arboretum Kórnickie
- Arctoa (Москва) — A Journal of Bryology / Бріологічний журнал — ISSN 0131-1379[4]
- Arnoldia Arnold Arboretum[5].
- Arnoldia (Мюнхен) (1991—)[6].
- Aroideana
- Ashingtonia (1973—1979) — Cactacées — публікується Holly Gate Nurseries, Ashington, Sussex, Велика Британія.
- Australian Journal of Botany (1953—), Австралія[7].
- Australian Systematic Botany (1951—), Австралія
- Austrobaileya (1977—) — журнал, видається у Брисбені (Австралія) англійською мовою (ISSN 0155-4131)[8].

## B
- Baileya
- Balduinia
- Bangladesh Journal of Botany (Бангладеш)
- Bartonia
- Bauhinia (Базель, Швейцарія)[9].
- Belgian Journal of Botany (Бельгія) — ISSN 0778-4031
- Belmontia
- Biochemical Systematics and Ecology
- Biologia Plantarum
- Blancoana (Іспанія)
- Blumea — журнал таксономії і географії рослин (Голландія) Nationaal Herbarium Nederland[10]
- Blyttia
- Bocconea — ботанічний журнал, названий на честь сицилійського натураліста і ботаніка Paolo Silvio Boccone (1633—1704)
- Boissiera
- Boletim de la Sociedade Broteriana
- Boletín de la Asociacion de herbarios iberico-macaronésicos — Сайт [Архівовано 8 липня 2008 у Wayback Machine.]
- Boletín de la Sociedad botanica de Mexico (Мексика)
- Bonplandia
- Botanica Helvetica — ISSN 0253-1453
- Botanica Macaronesica
- Botanica Rhedonica
- Botanical Gazette
- Botanical Journal of the Linnean Society (Велика Британія).
- Botanical Magazine of Tokyo (Японія)
- The Botanical Review — ISSN 0006-8101
- Botanische Jahrbücher für Systematik, Pflanzengeschichte und Pflanzengeographie — ISSN 0006-8152
- Botanisches Zentralblatt
- Botanisk Tidsskrift (Данія)
- Bothalia
- Bradea
- Bradleya
- Brenesia
- Broteria
- Brittonia — журнал систематики рослин Ботанічного саду Нью-Йорка, США[11]
- Bromélia
- Brunonia — раніше Contributions from Herbarium Australiense
- Bulletin de l'Herbier Boissier
- Bulletin of botanical Research
- Bulletin of the Fan Memorial Institute of Biology
- Bulletin de la Société botanique du Centre-Ouest
- Bulletin de la Société botanique de France — публікується Товариством ботаніків Франції (Франція).
- Bulletin de la Sociéta de botanique de Belgique (Бельгія).
- Bulletin de la Société botanique du Nord de la France (Франція).
- Bulletin de la Société d'Histoire Naturelle de Toulouse (Франція).
- Bulletin de la Société royale de botanique de Belgique (Бельгія).
- Bulletin du Jardin Botanique de Buitenzorg
- The Bulletin of the Torrey Botanical Society (1870—) — The Journal of the Torrey Botanical Society

## C
- Caesiana (Рим, Італія)
- Calyx
- Canadian Journal of Botany (Канада) — ISSN 0008-4026
- Canadian Journal of Forest Research (Канада)
- Canadian Journal of Plant Pathology (Канада)
- Candollea — ISSN 0373-2967[12].
- Castanea
- Cathaya
- Cavanellesia (Барселона, Іспанія).
- Ceiba
- Чорноморський ботанічний журнал (англ. Chornomorski Botanical Journal), Україна) — науковий журнал заснований у 2005 році. Засновник Херсонський державний університет. Висвітлює проблеми ботаніки, мікології, фітоекології, охорони рослинного світу, інтродукції рослин, історії ботаніки. ISSN 1990-553X, e-ISSN 2308-9628
- Chronica Botanica
- Contributions of the University of Michigan Herbarium (США)
- Cunninghamia
- Current Biology
- Curtis's Botanical Magazine — ISSN 1355-4905
- Cuscatlania (Сальвадор).
- Cyperaceae Newsletter

## D
- Darwiniana
- Davidsonia (1970—1981 и 2002—) — журнал ботанічного сада Університету Британської Колумбії (Jardin botanique de l'Université de Colombie Britannique) (Канада). Засновано в 1970 році Роєм Л. Тейлором (Roy L. Taylor)[13].
- Dendrobiology (1955—) — видається Інститутом дендрології (Institute of Dendrology) (Польща).  [Архівовано 23 липня 2017 у Wayback Machine.]
- Dendrochronologia ISSN: 1125-7865, 1125-7865 (Німеччина).
- Dendrologia Florestal
- Desert Plants
- Deserta
- Dinteria (Намібія) — ISSN 0012-3013 [Архівовано 29 вересня 2007 у Wayback Machine.]
- Documents phytosociologiques
- Dominguezia
- Dumortiera

## E
- Edinburgh Journal of Botany (Велика Британія) — ISSN 0960-4286[14].
- Elliottia
- Englera
- Erica (1992-) — (Massif armoricain, Франція) — ISSN 1167-7155
- Evolution

## F
- Feddes Repertorium
- Flora — ISSN 0367-2530
- Flora Mediterranea[15].
- Flora Sichuanica (=四川植物志 ; Sichuan zhiwuzhi) (Китай)
- Folia biologica Andina
- Folia geobotanica phytotaxonomica
- Fontqueria
- Forest Genetics Resources Information
- Fremontia

## G
- Gaussenia — Antérieurement Travaux du Laboratoire Forestier de Toulouse.
- Ginkgoana
- Giornale Botanico Italiano
- Gleditschia
- Gorteria — Flore sauvage des Pays-Bas[16].
- Grana
- Great Basin Naturalist
- Guihaia
- Gymnocalycium

## H
- Haussknechtia
- Herbertia
- Hercynia
- Hikobia
- Hoehnea
- Hoppea
- Huntia[17].

## I
- Index Kewensis (Велика Британія) — (скорочено IK, англ. Kew Index, рос. Індекс К'ю) — ботанічний номенклатурний довідник, видається Королівськими ботанічними садами у К'ю  [Архівовано 24 лютого 2011 у Wayback Machine.]  [Архівовано 29 серпня 2000 у Wayback Machine.]
- International Journal of Plant Sciences
- Isatis (la Haute-Garonne, Франція)[18].
- Iselya

## J
- Japanese Journal of Botany (Японія)
- Journal de Botanique
- Journal of economic and taxonomic Botany
- Journal of Geobotany
- Journal of Japanese Botany (Японія)
- Journal of South African Botany
- Journal of the Arnold Arboretum
- Journal of the Bombay Natural History Society (Індія)
- Journal of the Institute of Wood Science
- The Journal of the Torrey Botanical Society (1973—) — видається Ботанічним товариством Торрея (англ. Torrey Botanical Society — Нью-Йорк, США)[19]
- Journal of Tropical and Subtropical Botany (=热带亚热带植物学报) (Китай)

## K
- Kalmia
- Kew Bulletin (Велика Британія)
- Kew Magazine (Велика Британія) — щоквартальний журнал, видається  Королівськими ботанічними сади у К'ю  — ISSN: 0265-3842
- Kingia
- Kirkia
- Kurtziana (Аргентина)

## L
- Lagascalia — Département de Biologie et d'écologie végétales de lUniversité de Séville[20].
- Lazaroa
- Lejeunia (Бельгія)
- Lindbergia (Данія)
- Linnaea
- The Linnean
- Lloydia — Journal of Natural Products.
- Loefgrenia
- Lorentzia

## M
- Madroño
- Mentzelia
- Mitteilung Deutch Dendrologische Gesellschaft
- Miyabea
- Le monde des plantes
- Morris Arboretum Bulletin
- Moscosoa, журнал Національного ботанічного саду у Санто-Домінго (Jardin botanique national de Saint-Domingue), Домініканська Республіка.
- Musa, електронний журнал Національного ботанічного саду Бельгії[21].
- Modern Phytomorphology[22].

## N
- Napaea
- Naturaliste Canadien
- New Phytologist
- New Zealand Journal of Botany
- Nordic Journal of Botany
- Norrlinia — журнал музею ботаніки Гельсінкського університету (Гельсінки, Фінляндія)[23].
- Notes of the Royal Botanic Gardens Edinburgh
- Notizblatt Botanische Garten Berlin-Dahlem
- Nova Hedwigia — ISSN 0029-5035
- Novon
- Nuovo Giornale Botanico Italiano
- Nuytsia

## O
- Opera Botanica Belgica
- Österreiches Botanische Zeitschrift — пізніше Plant Systematics and Evolution.
- Orquideologia

## P
- Pabstia
- Palestine Journal of Botany
- Pankia — Бюлетень ботанічного саду La Laguna (Сальвадор)
- Parodiana — фармакологія і ботаніка (Аргентина) — ISSN 0325-9684
- Phytochemistry
- Phytologia
- Phytomorphology
- Phyton — * Pittieria — Revue du département de Botanique de la Faculté des Sciences forestières et environnementales de l'Université de Los Andes — ISSN 0554-2111.
- The Plant Journal — ISSN 0960-7412 — Web: ISSN 1365-313X
- Plant Systematics and Evolution — ISSN 0378-2697 — Web: ISSN 1615-6110
- Plant Physiology
- Planta[en] — ISSN 0032-0935
- The Plantsman
- Preslia (1914-) — журнал товариства Société Botanique Tchèque (Прага, Чехия) — ISSN 0032-7786[24].
- Provancheria (Laval, Квебек, Канада).

## Q
- Queensland Botany Bulletin

## R
- Raymondiana
- Reinwardtia
- Revista Brasileira de Botânica
- Revue bretonne de Botanique
- Revue générale de Botanique
- Revue Horticole
- Rheedea (1991-) — журнал асоціації 'Indian Association for Angiosperm Taxonomy (Індія) —[25]
- Rhodora (1899-) — New England Botanical Club ISSN 0035-4902[26].
- Rodriguésia
- Ruizia

## S
- Sandakania — Systématique, morphologie et histoire naturelle (Малайзія)[27].
- Sarsia
- Schlechteriana
- Selbyana — журнал ботанічного саду Marie Selby (Флорида, США)[28].
- Sellowia — ISSN 0375-1651.
- Sendtnera[29].
- Sida, Contributions to Botany — ISSN 0036-1148[30].
- Silvae Genetica
- Solanaceae Newsletter
- Sommerfeltia (Норвегія)[31].
- South-African Journal of Botany — ISSN 0254-6299
- Southwestern Naturalist
- Stapfia
- Sultania
- Sunyatsenia
- Svensk Botaniska Tidskrift
- Systematic Botany

## T
- Taxon (1951—) — видається International Bureau for Plant Taxonomy and Nomenclature (IAPT).
- Taxonomania. Revue de Taxonomie et de Nomenclature Botaniques (2001) — журнал ботанічної номенклатури (Бельгія)[32].
- Telopea; Contributions from the National Herbarium of New South Wales (1975)[33]
- Thaiszia: Journal of Botany. Kosice, Slovakia — Ботанічний журнал Словаччини — ISSN 1210-0420
- Torreya; a Monthly Journal of Botanical Notes and News (1901—1945) — тома с 1 по 45[34]
- Trees — Structure and Function (1987) ISSN 0931-1890 (Print) ISSN 1432-2285 (Online)[35]
- Turczaninowia (1998—) — науковий ботанічний журнал, публікує оригінальні наукові статті російською або англійською мовами.
- Turrialba; Revista Interamericana de Ciencias Agricolas (1950—1995) — міжамериканський журнал сільськогосподарських наук, редагується Institut Interaméricain de Coopération pour l'Agriculture[36].

## U
- Ukrainian Botanical Journal, журнал, що його видавала у 1921—1929 роках Ботанічна секція Українського наукового товариства у Києві, згодом Українського Ботанічного Товариства (вийшло 5 випусків). науковий журнал, орган Інституту ботаніки АН УРСР, заснований у 1940 році (до 1955 року виходив під назвою «Ботанічний журнал АН УРСР»). Виходить у Києві українською мовою, щороку одним томом з 6 випусків.
- Utafiti

## V
- Växtodling
- Vegetatio — ISSN 1385-0237
- Vieraea (1970-) — Науковий журнал музею Musée des Sciences Naturelles de Ténérife — ISSN 0210-945X

## W
- Wahlenbergia
- Watsonia — Журнал товариства Botanical Society of the British Isles ISSN 0043-1532[37]
- Webbia
- Wentia
- Western Australian Herbarium Research Notes
- Willdenowia — Annales du Jardin Botanique et du Musée de Botanique du Musée de Berlin-Dahlem ISSN 0511-9618[38].
- Willemetia — Bulletin de liaison de Floraine, association des botanistes lorrains (Lorraine, France)[39].
- Wood and Fibre
- Wrightia

## Z
- Zandera ISSN 0940-9920
- Ботанический журнал, РАН (1916—)
- Ботанические записки (Scripta Botanica) — перший російський чисто ботанічний журнал.
- Новости систематики высших растений[40]
- Новости систематики низших растений[41]

## Ресурси Інтернету
- Журнали з ботаніки
- Журнали з лісівництва